# Coppa Italia (atletica leggera)
La Coppa Italia di atletica leggera, chiamata Top Club Challenge fino all'edizione del 2009, è una competizione nazionale italiana organizzata dalla Federazione Italiana di Atletica Leggera e riservata alle società di atletica leggera, sia civili che militari.

## Descrizione
La competizione, inizialmente denominata Top Club Challenge, è nata nel 2008 dopo la riforma dei campionati italiani di società di atletica leggera, alla cui partecipazione erano stati inibiti i gruppi sportivi militari.
Dal 2010 la manifestazione è stata rinominata Coppa Italia di atletica leggera. Nel 2012 la FIDAL ha deciso di tenere l'annuale edizione della Coppa Italia in contemporanea con i campionati italiani assoluti di atletica leggera.
Le società vincitrici, sia per quanto riguarda la classifica maschile che quella femminile, vengono ammesse alla partecipazione della Coppa dei Campioni per club di atletica leggera dell'anno successivo.

## Albo d'oro
| Edizione | Anno | Società vincitrice   | Società vincitrice    | Note          |
| Edizione | Anno | Maschile             | Femminile             | Note          |
| -------- | ---- | -------------------- | --------------------- | ------------- |
| 1        | 2008 | Fiamme Gialle        | Esercito              | [ 2 ] [ 3 ]   |
| 2        | 2009 | Fiamme Gialle        | Fiamme Azzurre        | [ 4 ] [ 5 ]   |
| 3        | 2010 | Fiamme Gialle        | Esercito              | [ 6 ] [ 7 ]   |
| 4        | 2011 | Fiamme Gialle        | Esercito              | [ 8 ] [ 9 ]   |
| 5        | 2012 | Fiamme Gialle        | Esercito              | [ 10 ] [ 11 ] |
| 6        | 2013 | Fiamme Gialle        | Esercito              | [ 12 ] [ 13 ] |
| 7        | 2014 | Fiamme Gialle        | Esercito              | [ 14 ] [ 15 ] |
| 8        | 2015 | Fiamme Gialle        | Esercito              | [ 16 ] [ 17 ] |
| 9        | 2016 | Fiamme Gialle        | Esercito              | [ 18 ] [ 19 ] |
| 10       | 2017 | Fiamme Gialle        | Esercito              | [ 20 ] [ 21 ] |
| 11       | 2018 | Fiamme Gialle        | Esercito              | [ 22 ] [ 23 ] |
| 12       | 2019 | Fiamme Gialle        | Bracco Atletica       | [ 24 ] [ 25 ] |
| 13       | 2020 | Aeronautica Militare | Carabinieri           | [ 26 ] [ 27 ] |
| 14       | 2021 | Fiamme Gialle        | Atletica Brescia 1950 | [ 28 ] [ 29 ] |
| 15       | 2022 | Aeronautica Militare | Carabinieri           | [ 30 ] [ 31 ] |